# The Trollenberg Terror
The Trollenberg Terror este titlul programului de televiziune de la ITV din 1956 "Saturday Serial" și a mai cunoscutului film alb-negru SF britanic din 1958. Mai târziu filmul va fi cunoscut și ca The Crawling Eye, Creature from Another World, The Creeping Eye sau The Flying Eye. Ambele versiuni sunt regizate de Quentin Lawrence. În rolul principal joacă actorul Laurence Payne (ca jurnalistul Philip Truscott care investighează câteva accidente neobișnuite care apar într-o stațiune elvețiană). În alte roluri: Forrest Tucker, Janet Munro.

## Actori
| - Forrest Tucker este Alan Brooks - Laurence Payne este Philip Truscott - Jennifer Jayne este Sarah Pilgrim - Janet Munro este Anne Pilgrim - Warren Mitchell este Professor Crevett - Frederick Schiller este Klein - Andrew Faulds este Brett - Stuart Saunders este Dewhurst - Colin Douglas este Hans - Derek Sydney este Wilde | - Richard Golding este First Villager - George Herbert este Second Villager - Anne Sharp este German Woman - Leslie Heritage este Carl - Jeremy Longhurst este First Student Climber - Anthony Parker este Second Student Climber - Theodore Wilhelm este Fritz - Garard Green este Pilot - Caroline Claser este Little Girl |

### Mystery Science Theater 3000
- "Mystery Science Theater 3000" The Crawling Eye (TV episode 1989) la Internet Movie Database
- Episode guide: 101- The Crawling Eye

## Vezi și
- Lista episoadelor din Mystery Science Theater 3000